# وطى دير زينون
وطى دير زينون قرية في منطقة القرداحة في محافظة اللاذقية. بلغ عدد سكانها 497 نسمة حسب تعداد عام 2004.